# Brent Toderian
 (décembre 2023).
Brent Toderian est un urbaniste canadien. Entre 2000 et 2012, il est successivement directeur de l’aménagement urbain de Calgary et de Vancouver. Par la suite, il devient consultant indépendant sur l'urbanisme.

## Jeunesse et formation
Brent Toderian est originaire de l'Ontario.
Il s'oriente durant ses études vers le droit, puis opte pour les sciences de l'environnement à l'université de Waterloo.

## Carrière

### Calgary
Entre 2000 et 2006, Brent Toderian est directeur de la planification urbaine de Calgary ; durant ces années, il s'illustre en particulier par un travail de fond sur le centre-ville ; son travail consiste notamment à modifier la culture urbanistique locale, encore très tournée vers la dépendance à l'automobile,.

### Vancouver
À seulement trente-six ans, il est nommé directeur de l'urbanisme de la ville de Vancouver, sous le mandat de Sam Sullivan. Il est non seulement la plus jeune personne à avoir accédé à ce poste particulièrement observé des urbanistes nord-américains, mais il remplace à ces fonctions deux co-directeurs, Larry Beasley (en) et Ann McAfee, tous deux occupant la fonction depuis 1994. Le premier des deux avait une accointance particulière avec les promoteurs et les groupes communautaires, la seconde permettait de faire le lien avec l'appareil politique,,.
À Vancouver, il est spécifiquement chargé de mettre en œuvre la politique de Vision Vancouver (en), avec deux axes majeurs : un programme d'éco-densité ainsi qu'un autre d'incitation à la location à court terme. L'augmentation de la densité est recherchée dans un but de durabilité ; ainsi, les maisons individuelles situées sur Cambie Street et Canada Line sont incluses dans un plan de transformation en appartements et bureaux, ce qui ne se fait pas sans résistance. À titre personnel, il est partisan de la préservation des terrains industriels urbains menacés, et il souhaite également limiter la croissance urbaine dans certaines zones. Il est salué comme ayant à cœur de faire de l'aménagement urbain une priorité.
Toutefois, et notamment à partir de 2008 et de l'élection de Gregor Robertson, les relations avec la directrice générale des services de la ville, Penny Ballem, sont difficiles. Les deux personnalités sont qualifiées d'impétueuses, intransigeantes et ambitieuses, et sont de ce fait souvent en conflit. À l'intérieur même du service, Brent Toderian se voit reprocher l'absence de message clair sur les politiques à mettre en œuvre ; cependant, d'autres estiment que cela découle de sa capacité à déléguer et son refus de tout décider lui-même,.
Par ailleurs, politiquement, il se met notamment en porte-à-faux avec le conseil municipal lorsqu'il annonce que, son équipe étant réduite, il doit abandonner certains programmes de planification de quartiers. Cette réduction des effectifs de sa direction est notamment due au départ de nombreux urbanistes, soit pour des raisons d'âge, soit à cause d'un désaccord de fond avec le nouvel exécutif local. De nombreux architectes et promoteurs de la ville se sentent également lésés, le directeur ayant une politique de neutralité absolue sans favoriser aucun acteur privé. La dégradation des relations amène au licenciement de Brent Toderian en 2012,.

### Consultant en urbanisme
Après son licenciement, Brent Toderian devient consultant indépendant en urbanisme. Il poursuit sa politique en faveur d'une ville dense ou en matière de transition des mobilités, en cessant immédiatement tout développement de projet routier.